# Cisterna d'Asti
Cisterna d'Asti es una localidad y comune italiana de la provincia de Asti, región de Piamonte, con 1.270 habitantes.
En esta localidad está ubicado el Castillo de Belriguardo (o de Belvedere), que data de los siglos XI o XII. La cisterna que alberga en su interior dio nombre al topónimo local. Dicho castillo forma parte del sistema de "Castillos Abiertos" del sur de Piamonte.
La reina consorte de España, María Victoria dal Pozzo, fue princesa de esta localidad y de su castillo.

## Evolución demográfica
| Gráfica de evolución demográfica de Cisterna d'Asti entre 1861 y 2001 |
|                                                                       |
| Fuente ISTAT - elaboración gráfica de Wikipedia                       |